# Harkmark
Harkmark is een plaats in de Noorse gemeente Lindesnes in de  provincie Agder. Zoals zo veel dorpen in Noorwegen ontstond het dorp uit een parochie van de Noorse kerk. De parochie vormde de kleinere helft van de gemeente Halse og Harkmark die in 1964 opging in de gemeente Mandal. De parochiekerk uit 1613 biedt plaats aan 135 gelovigen.